# Sokoy
Sokoy est une localité du Cameroun située dans le département du Mayo-Kani et la Région de l'Extrême-Nord, à proximité de la frontière avec le Tchad. Elle fait partie de la commune de Kaélé et du canton de Doumrou.

## Population
En 1970 la localité comptait 487 habitants, des Peuls, des Moundang, des Toupouri.
Lors du recensement de 2005, 834 personnes y ont été dénombrées.